# Zvo55
zvo55 (Aussprache: „zwofünffünf“) ist eine deutschsprachige Punkband aus Leipzig und kann als Soloprojekt von Peter Lorre eingeordnet werden, der alle Lieder für die Band schreibt. Musikalisch lotet zvo55 sensibel musikalische Gewässer vom US-Melodypunk und Hardcore über melancholischen Post-Punk bis hin zu Indie- und Alternative-Einflüssen aus. Bisher erschienen zwei Alben und eine EP.

## Diskografie
| Jahr | Veröffentlichung | Medium   | Label                       | Bemerkung |
| ---- | ---------------- | -------- | --------------------------- | --------- |
| 2011 | Weiter           | CD       | T.M.T.P. Records            | EP        |
| 2013 | XXX (Kreuze)     | CD/DI    | T.M.T.P. Records/Krakenduft | Album     |
| 2020 | III (Linien)     | CD/LP/DI | Krakenduft                  | Album     |

## Videos
- 2012: Weiter
- 2013: Himmel
- 2018: Unterwegs
- 2019: Zwischen
- 2020: Fragen
- 2021: Linien